# Réseau autoroutier de la Hongrie
- existant
- en construction
- en projet

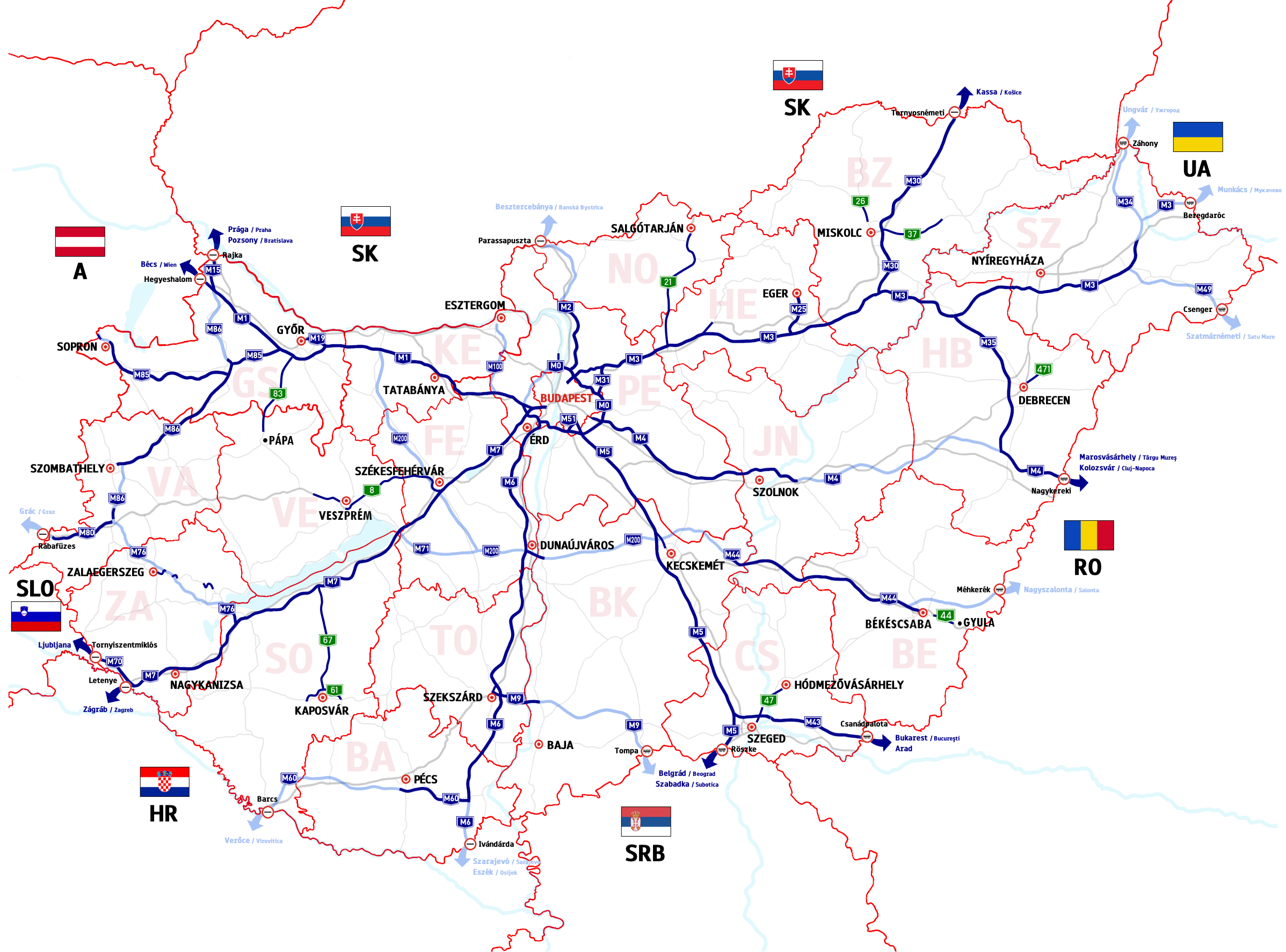
Le réseau autoroutier hongrois (décembre 2020) :

La liste des autoroutes de Hongrie présente les autoroutes mises en service et celles en cours de réalisation ou en projet.
Le réseau autoroutier hongrois est composé d'une dizaine d'autoroutes d'environ 1 680 kilomètres. La première, le tronçon commun de la M1 et la M7 aux abords de Budapest, fut ouverte à la circulation en 1967. Il existe plusieurs travaux en cours pour étendre le réseau, notamment jusqu'à atteindre l'intégralité des frontières du pays.
Ces dernières années, plusieurs imposants ponts et viaducs ont été construits un peu partout sur le réseau, notamment au-dessus du Danube à Budapest ou de la vallée de Kőröshegy sur la rive sud du lac Balaton.
La numérotation commence avec la lettre « M » pour signifier « Magyar » c'est-à-dire hongrois en langue hongroise.
Ces dernières sont payantes par l'intermédiaire de vignettes ou matrica en hongrois. Elles sont disponibles dans les stations services, aux abords des frontières et par internet sur le site des autoroutes hongroises. Elles sont limitées à 130 km/h par beau temps, 110 par temps de pluie.
Ce réseau d'autoroutes participe aux réseaux autoroutiers européens.

## Autoroutes hongroises opérationnelles
Cette partie de liste concerne les autoroutes qui partent du périphérique de Budapest pour se rendre dans d'autres villes et ceci dans un sens horaire :  vers l'ouest,  vers le nord,  vers le nord-est,  vers l'est,  vers le sud-est,  vers le sud,  vers le sud-ouest.
Entre parenthèses, le tronçon manquant. L'arrière plan est gris si l'autoroute est entièrement achevée.
| Nom                           | Carte | Autre nom                                                                            | Tracé (villes desservies) * Remarques | Année ouverture     | Longueur                                                 |
| ----------------------------- | ----- | ------------------------------------------------------------------------------------ | --- | ------------------- | -------------------------------------------------------- |
| Autoroute M0 (Voie Rapide)    |       | Périphérique de Budapest                                                             | Budaörs – Biatorbágy – Törökbálint – Diósd – Budapest 22e – Szigetszentmiklós – Dunaharaszti – Soroksár – Gyál – Vecsés – Üllő – Ecser – Rákosmente – Nagytarcsa – Kistarcsa – Budapest 16e – Csömör – Budapest 15e – Fót – Dunakeszi – Újpest – Szigetmonostor – Budakalász (– Üröm – Solymár – Budapest 2e – Nagyoroszi – Budakeszi – Budaörs) - Ceinture périphérique de Budapest inachevée. Elle relie le sud-ouest au nord-ouest de la capitale en la contournant. Le tronçon manquant mesure 29 kilomètres mais n'est toujours pas en construction.         | 1990 -              | 77 km, en projet : 17,4 km                               |
| Autoroute M1                  |       | Autoroute de l'Ouest, Corridor paneuropéen IV Ouest                                  | Budapest (Budaörsi út) – – Biatorbágy – Bicske – Tatabánya – Tata – Komárom – Győr – Mosonmagyaróvár – Hegyeshalom → Autriche - Liaison avec le nord-ouest de la Hongrie et la frontière autrichienne. C'est une des plus vieilles de Hongrie, construite à partir de 1964. Elle fait partie de la route européenne 60. En moyenne, 100 000 véhicules empruntent cette autoroute aux abords de Budapest, 30 000 à Győr. Le tronçon entre Győr et l'Autriche a été terminée dans les années 1990 et est la première autoroute construite à partir de fonds privés. | 1964 - 1996         | 167 km                                                   |
| Autoroute M2 (Voie Rapide)    |       | Autoroute du Nord                                                                    | Budapest – Dunakeszi – Göd – Vác (– Rétság – Nagyoroszi – Parassapuszta (Hont) → Slovaquie ) - Liaison partielle avec le nord et la Slovaquie. Seul le tronçon Budapest–Dunakeszi possède 2x2 voies, le reste est une voie rapide jusqu'à Vác. Le projet serait de prolonger la route jusqu'à la frontière slovaque via Rétság et Hont. | 1998 -              | 30 km, en projet : 41 km                                 |
| Autoroute M3                  |       | Autoroute du Nord-Est, Corridor paneuropéen V Est                                    | Budapest 15e – Hatvan – Füzesabony – Polgár – Nyíregyháza – Vásárosnamény (– Beregdaróc → Ukraine ) - Liaison avec le nord-est du pays. Il manque cependant un petit tronçon pour rallier la frontière ukrainienne. | 1978 -              | 280 km, en projet : 27 km                                |
| Autoroute M4 (Voie Rapide)    |       | Autoroute de l'Est, Via Carolina Est (M35-frontière)                                 | Budapest 18e – Albertirsa – Cegléd – Abony (– Szolnok – Törökszentmiklós – Karcag – Püspökladány – Berettyóújfalu – Nagykereki → Roumanie ) | 2005 -              | 67,1 km, en construction : 51,9 km, en projet : 111,5 km |
| Autoroute M5                  |       | Autoroute du Sud-Est, Corridor paneuropéen IV Sud (M0-M43), Corridor paneuropéen X/b | Budapest 19e – Gyál – Ócsa – Örkény – Kecskemét – Kiskunfélegyháza – Szeged – Röszke → Serbie - Liaison avec le sud du pays jusqu'à la frontière serbe. La construction de cette autoroute a débuté dans les années 1980 et a atteint la frontière en mars 2006 faisant ainsi de la M5 la troisième autoroute hongroise à rallier un pays voisin. Elle fait partie de la route européenne 75. | 1984 - 2006         | 169 km                                                   |
| Autoroute M6                  |       | Autoroute du Sud                                                                     | Budapest – Érd – Százhalombatta – Dunaújváros – Paks – Tolna – Szekszárd – Bátaszék – Bóly (– Villány – Ivándárda → Croatie ) - Liaison avec le sud du pays. Le ralliement de la frontière croate est pour le moment un projet. L'autoroute longe la rive occidentale du Danube. Les différents tronçons qui la composent sont relativement récents : ils ont été ouverts en 2006, 2008 et 2010. Aux abords de Bóly, l'autoroute rejoint la M60 vers Pécs. | 2006 -              | 193 km, en projet : 19 km                                |
| Autoroute M7                  |       | Autoroute du Sud-Ouest, Corridor paneuropéen V Ouest (M0-M70)                        | Budapest (Budaörsi út) – Törökbálint – Érd – Lac de Velence – Székesfehérvár – Lac Balaton – Siófok – Fonyód – Nagykanizsa – Letenye → Croatie - Liaison avec le sud-ouest du pays. C'est une des premières autoroutes de Hongrie. Elle est en quelque sorte La route des vacances puisqu'elle permet de rallier les deux principaux lacs hongrois et la Croatie (accessoirement la Slovénie et l'Italie) et donc la Mer Adriatique. Peu avant Letenye se trouve l'échangeur avec la M70 permettant de rejoindre la frontière slovène.                            | 1964 - 2008         | 225 km                                                   |
| Autoroute M8                  |       | E66                                                                                  | Márkó / Balatonfűzfő – Balatonakarattya / – Dunavecse - Cette autoroute prévoit de relier Szolnok dans le centre du pays à Rábafüzes, la frontière autrichienne. Seuls des petits tronçons sont ouverts à la circulation, la plus grosse partie n'est qu'au stade de projet. | 2006 -              | 34,9 km, en construction : 28,9 km, en projet : 266,8 km |
| Autoroute M9 (Voie Rapide)    |       | -                                                                                    | Szekszárd – Bogyiszló – - Projet d'une autoroute du sud-ouest, reliant Szombathely à Szeged. À ce jour, seul un court tronçon est ouvert à la circulation. | 2003 -              | 20,6 km, en projet : ~300 km                             |
| Autoroute M15                 |       | Corridor paneuropéen IV Nord-Ouest                                                   | Levél – Rajka → Slovaquie - Petit tronçon assurant la liaison entre l'autoroute M1 et la Slovaquie, à l'extrême nord-ouest du pays. | 1998, (2019)        | 14 km                                                    |
| Autoroute M19 (Voie Rapide)   |       | Route d'introduction à Győr                                                          | Győrszentiván – Győr - Petit tronçon reliant l'autoroute M1 à la route principale 1 qui permet de rejoindre le centre-ville de Győr. | 1977                | 10 km                                                    |
| Autoroute M25 (Voie Rapide)   |       | Route d'introduction à Eger                                                          | Füzesabony – Eger - Entre Eger et Füzesabony, à l'est de Budapest. | 2018 - 2020         | 19 km                                                    |
| Autoroute M30                 |       | Via Carolina Nord                                                                    | – Nyékládháza – Felsőzsolca – Miskolc (Szikszó – Encs – Tornyosnémeti → Slovaquie ) - Petit tronçon reliant l'autoroute M3 à la route principale 3 qui permet de rejoindre le centre-ville de Miskolc. Un projet visant à prolonger cette route jusqu'à la frontière slovaque a été annoncé. | 2002 -              | 30 km, en construction : 57 km                           |
| Autoroute M31                 |       | -                                                                                    | Nagytarcsa – Gödöllő - Petit tronçon qui assure la liaison entre le périphérique de Budapest et l'autoroute M3 aux alentours de Gödöllő. | 2010                | 12 km                                                    |
| Autoroute M35                 |       | Via Carolina Sud                                                                     | Görbeháza – Hajdúböszörmény – Debrecen – Berettyóújfalu - Ce tronçon relie l'autoroute M3 à Debrecen et bien que relativement court, il est très complexe. Il possède trois échangeurs, six ponts, quatre tunnels et deux viaducs. De plus, sur quatre kilomètres, il se divise en 2x4 voies. Un projet vise à prolonger cette route jusqu'à Berettyóújfalu afin de relier la future autoroute M4. | 2006 - 2019         | 66 km                                                    |
| Autoroute M43                 |       | Corridor paneuropéen IV Est                                                          | Szeged-Kiksundorozsma – Sándorfalva – Maroslele – Makó – Csanádpalota → Roumanie - Elle relie l'autoroute M5 aux alentours de Szeged à Makó. Le tronçon manquant est en cours de construction et ralliera la frontière roumaine à Nagylak. | 2005 - 2015         | 57,7 km                                                  |
| Autoroute M44 (Voie Rapide)   |       | -                                                                                    | (Nagykanizsa – Lakitelek –) Kunszentmárton – Szarvas – Békéscsaba - Entre la M8 à Kecskemét et Gyula vers la Roumanie. | 2019 -              | 60,5 km, en construction : 32,1 km, en projet : ~40 km   |
| Autoroute M51 (Voies Rapides) |       | -                                                                                    | – - Petit tronçon annexe du périphérique de Budapest permettant de relier l'autoroute M5 au sud de la capitale. | 1988                | 9 km                                                     |
| Autoroute M60                 |       | -                                                                                    | Bóly – Kozármisleny – Pécs - Cette route est le prolongement de l'autoroute M6 jusqu'à Pécs. On prévoit à terme de la prolonger jusqu'à Szentlőrinc afin de rallier la frontière croate. | 2010 -              | 32 km, en projet : 64,4 km                               |
| Autoroute M70                 |       | Corridor paneuropéen V Ouest                                                         | Letenye – Murarátka – Tornyiszentmiklós → Slovénie - Détachement de l'autoroute M7 qui longe la Mur et permet d'atteindre la frontière slovène en direction de Ljubljana. | 2004 - 2005, (2019) | 20 km                                                    |
| Autoroute M85 (Voie Rapide)   |       | -                                                                                    | Győr – Csorna - Cette autoroute prévoit à terme de relier la M1 à l'autoroute autrichienne A3 en passant par Csorna, Fertőszentmiklós et Sopron. | 2008 -              | 31,6 km, en construction : 57,9 km, en projet : 7 km     |
| Autoroute M86 (Voie Rapide)   |       | Route de l'ambre                                                                     | Csorna – Szombathely - Cette autoroute devrait à terme relier directement Szombathely dans l'ouest du pays, via Csorna, à l'autoroute M1 près de Mosonmagyaróvár dans l'extrême nord-ouest. | 2009                | 71 km, en projet : 44 km                                 |

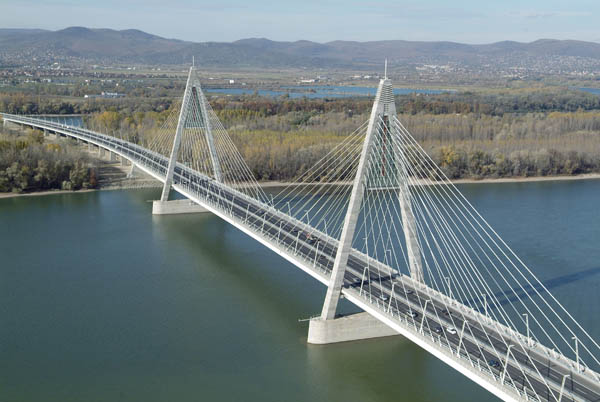
Le pont de Megyer (autoroute M0).
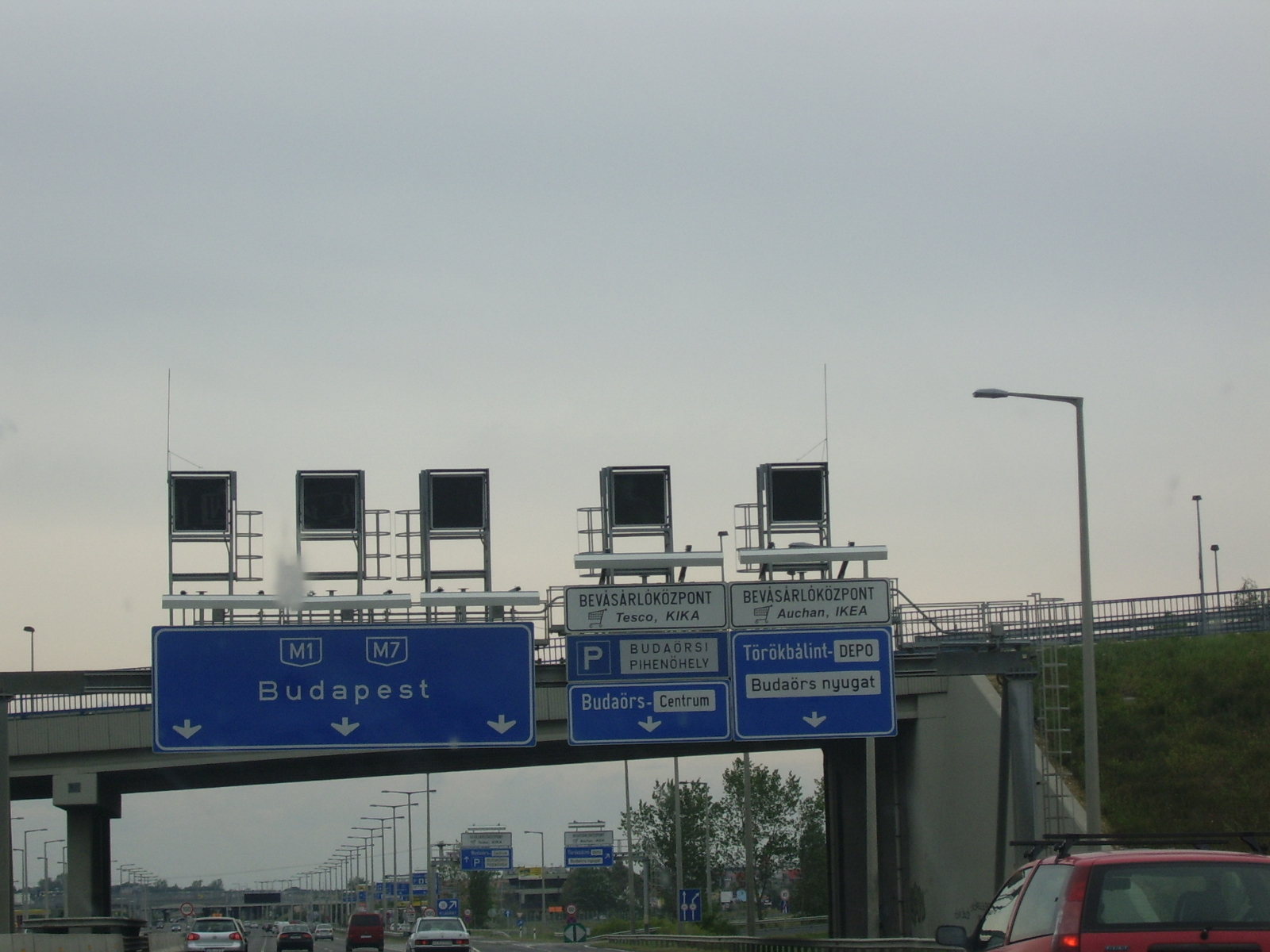
L'autoroute M1-M7 près de la  Budaörs-nyugat (août 2018).
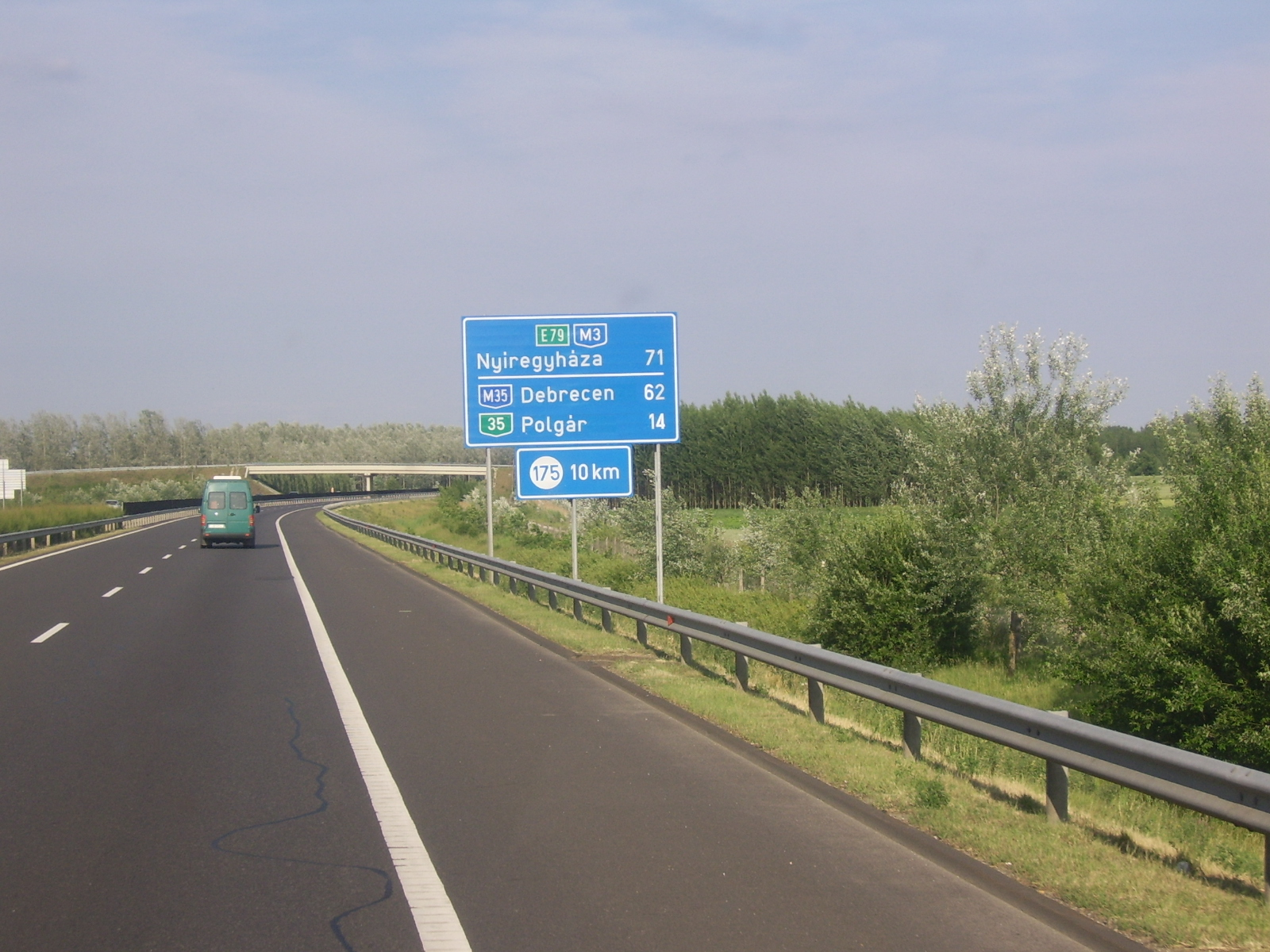
L’autoroute M3 près de Hejőkürt.
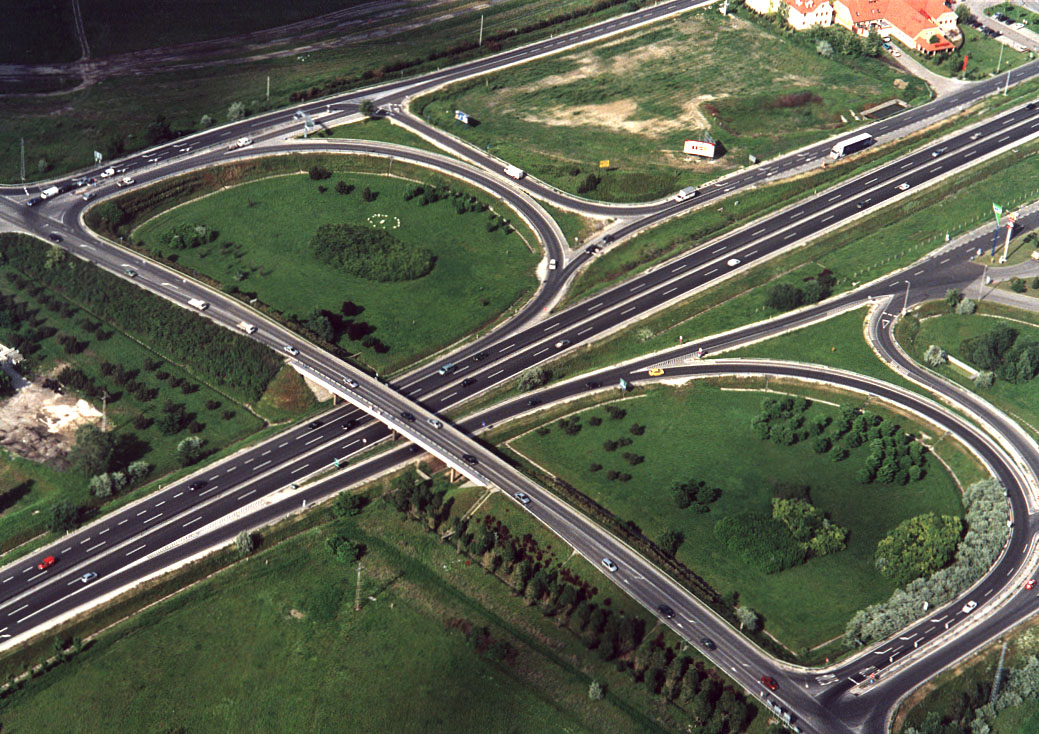
Le  Lajosmizse (autoroute M5).
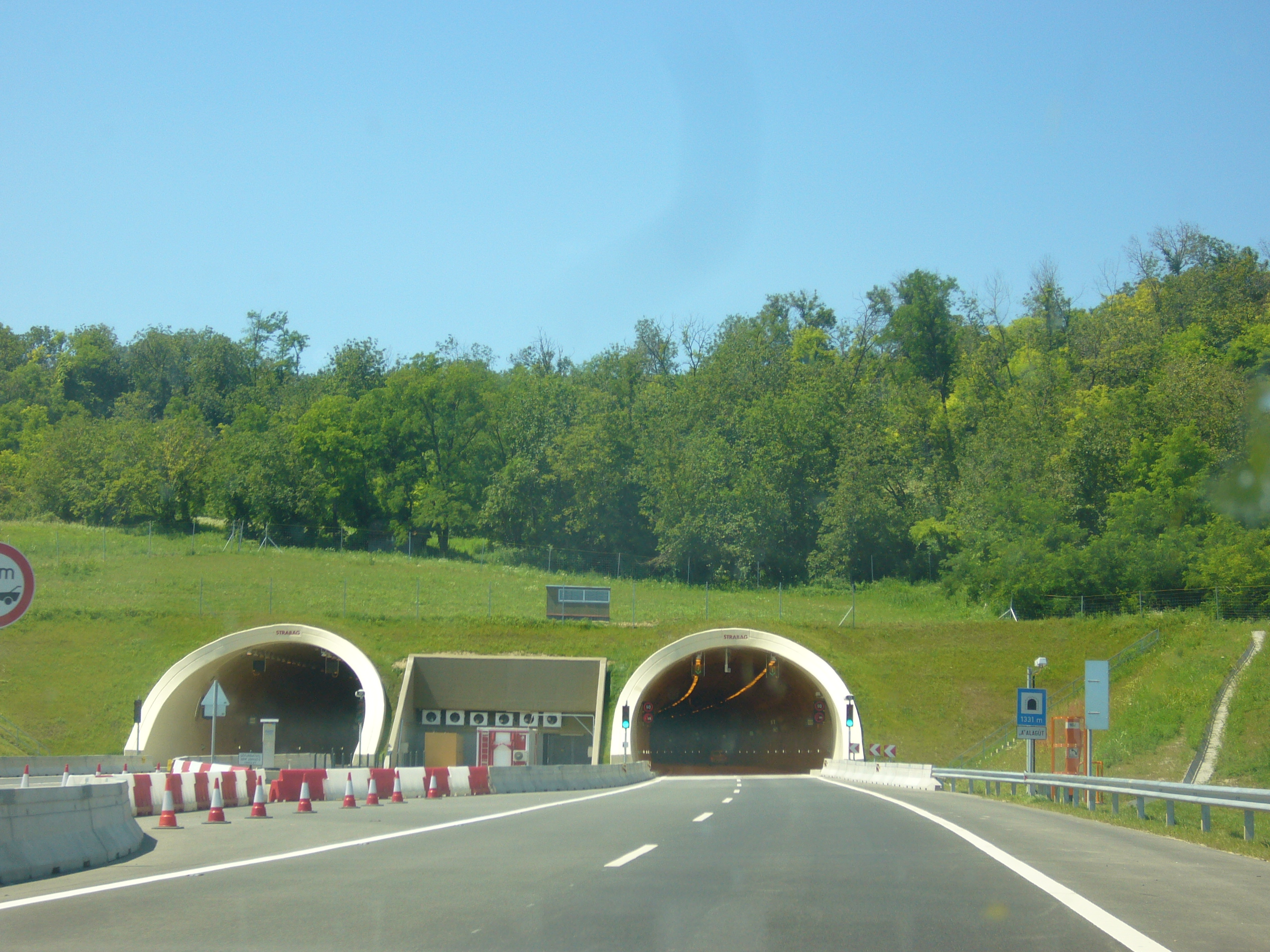
Le tunnel Bátaszék (Autoroute M6).
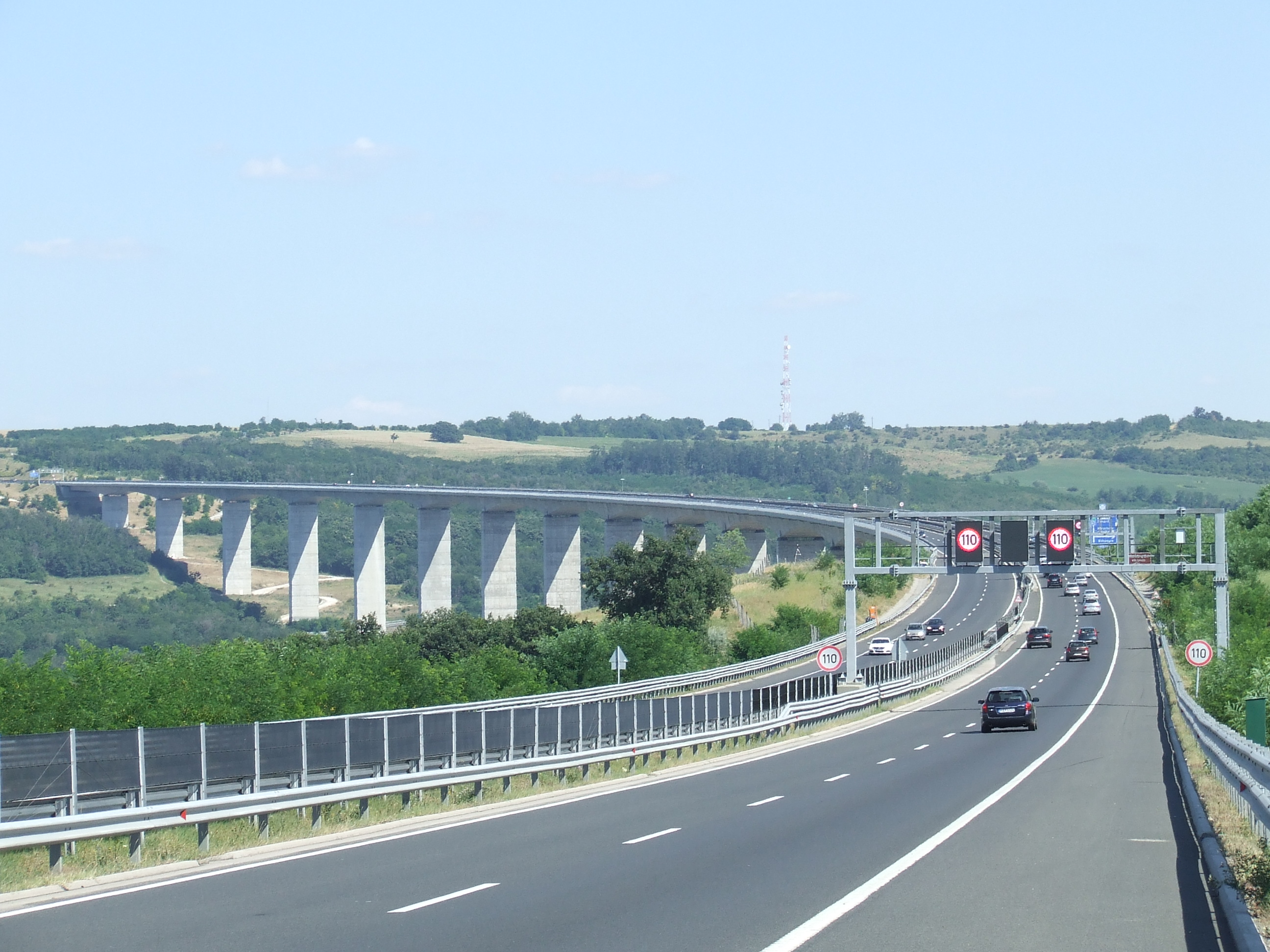
Le viadukt Kőröshegy (autoroute M7).
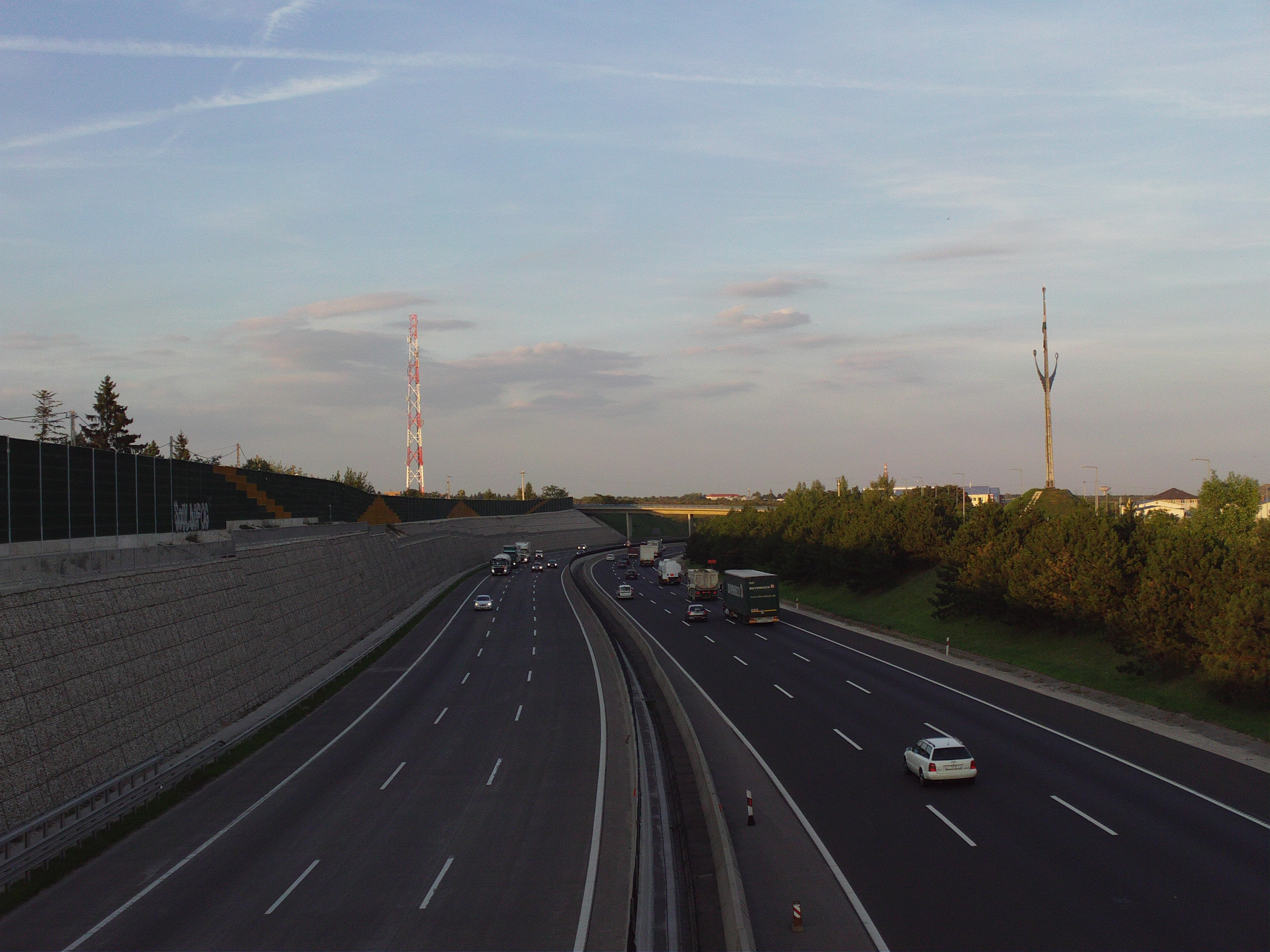
Le Périphérique de Budapest (autoroute M0).
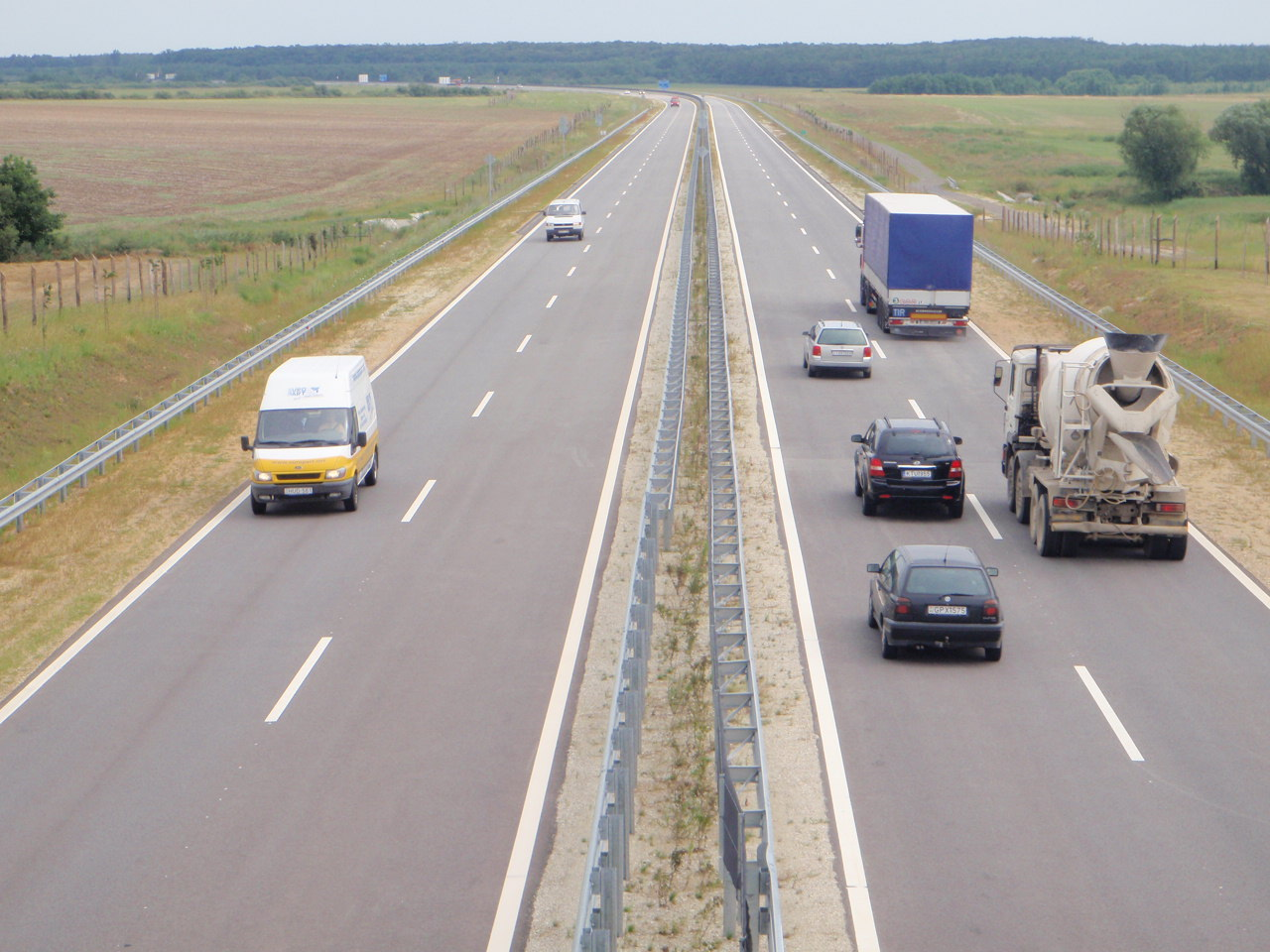
L’autoroute M86 près de Vát.

## Projets d'autoroutes
- : entre la ceinture périphérique de Budapest et la  Roumanie via Szolnok.
- : entre la ceinture périphérique de Budapest et Dorog où elle rejoindrait la future M11 vers la  Slovaquie.
- : contournement sud de la capitale entre Hatvan et Esztergom. Elle se joindra à la M10 à Dorog pour rallier la  Slovaquie.
- : prolongement de la M3 entre Vásárosnamény et Záhony vers l' Ukraine.
- : entre la M3 à Őr et Csenger vers la  Roumanie.
- : entre la M86 à Szombathely et Kőszeg vers l' Autriche.

## Historique des mises en service des autoroutes
| Date de mise en service | Tronçons | Longueur                   |
| ----------------------- | --- | -------------------------- |
| 1964                    | ⇒ Budapest - Budaörs | 7                          |
| 1966                    | ⇒ Budaörs - Martonvásár | 18                         |
| 1967                    | ⇒ Martonvásár - Velence | 15                         |
| 1968                    | ⇒ Velence - Székesfehérvár | 12                         |
| 1970                    | ⇒ Székesfehérvár - Balatonaliga | 33                         |
| 1971                    | ⇒ Balatonaliga - Zamárdi | 22                         |
| 1975                    | ⇒ Tatabánya - Komárom | 29                         |
| 1977                    | ⇒ Komárom - Győr-kelet | 32                         |
| 1978                    | ⇒ Budapest - Gödöllő | 14                         |
| 1979                    | ⇒ Budaörs - Budakeszi | 2                          |
| 1980                    | ⇒ Gödöllő - Hatvan | 29                         |
| 1982                    | ⇒ Bicske - Tatabánya | 17                         |
| 1983                    | ⇒ Hatvan- Gyöngyös | 15                         |
| 1985                    | ⇒ Zsámbék - Bicske ⇒ Budapest - Örkény | 13 44                      |
| 1986                    | ⇒ Budakeszi - Zsámbék | 8                          |
| 1988                    | (M0) ⇒ Budapest - Dunaharaszti | 8                          |
| 1989                    | ⇒ Örkény - Kecskemét-észak | 30                         |
| 1990                    | ⇒ Dunaharaszti - Érd | 15                         |
| 1994                    | ⇒ Győr-kelet - Győr-nyugat ⇒ Budaörs - Érd | 22 15                      |
| 1996                    | ⇒ Győr-nyugat - Hegyeshalom | 42                         |
| 1997                    | ⇒ Kecskemét-észak - Kecskemét-dél | 16                         |
| 1998                    | ⇒ Levél - Rajka ⇒ Gyönygyös - Füzesabony ⇒ Kecskemét-dél - Kiskunfélegyháza | 14 44 19                   |
| 1999                    | (2B) ⇒ Budapest, Újpalota - Dunakeszi (2A) ⇒ Budapest - Vác | 6 30                       |
| 2002                    | ⇒ Füzesabony - Polgár ⇒ Igrici - Emőd | 61 6                       |
| 2003                    | ⇒ Szekszárd - Dusnok ⇒ Emőd - Nyékládháza | 21 8                       |
| 2004                    | ⇒ Polgár - Görbeháza ⇒ Nyékládháza - Miskolc ⇒ Becsehely - Letenye (M70) ⇒ Letenye - Tornyiszentmiklós                                                                           | 11 15 6 18                 |
| 2005                    | ⇒ Gyál - Üllő ⇒ Kiskunfélegyháza - Szeged-észak ⇒ Szeged-észak (M5) - Szeged-Rókus ⇒ Balatonszárszó - Ordacsehi ⇒ Tornyiszentmiklós - frontière                                  | 12 51 3 20 2               |
| 2006                    | ⇒ Nyíregyháza - Nagykálló ⇒ Görbeháza - Debrecen-nyugat ⇒ Szeged-észak - Röszke ⇒ Érdi-tető - Dunaújváros ⇒ Ordacsehi - Balatonkeresztúr ⇒ M6 - Dunaújváros                      | 8 44 14 68 25 5            |
| 2007                    | ⇒ Dunaújváros - Dunavecse ⇒ Zamárdi - Viadukt Kőröshegy - Balatonszárszó ⇒ Görbeháza - Nyíregyháza ⇒ Nagykanizsa - Becsehely                                                     | 5 13 41 11                 |
| 2008                    | ⇒ Üllő (M4) - Budapest, Újpalota (M3) ⇒ Budapest (M0) - Érdi-tető ⇒ Balatonkeresztúr - Nagykanizsa, Letenye (M70) - frontière                                                    | 30 7 37 + 0,8              |
| 2009                    | ⇒ Contournement de Vát | 5                          |
| 2010                    | ⇒ Dunaújváros - Bóly ⇒ Bóly - Pécs ⇒ Szeged-Rókus - Sándorfalva ⇒ Nagytarcsa (M0 - Gödödllő (M3) ⇒ Contournement de Szeleste                                                     | 118 30 8 12 4              |
| 2011                    | ⇒ Sándorfalva - Makó ⇒ Contournement de Enese | 24 7                       |
| 2013                    | ⇒ Nagykálló - Őr ⇒ Dunaharaszti (M51) - Gyál (M5) | 33,8 6,3                   |
| 2014                    | ⇒ Szombathely - Vát ⇒ Őr - Vásárosnamény | 9,2 11,9                   |
| 2015                    | ⇒ Győr - Enese, Enese - Kóny ⇒ Makó - Csanádpalota ⇒ Pécs - Pécs, Kökényi út ⇒ Kóny - Csorna-dél ⇒ Csorna-észak - Szilsárkány, Szeleste - Hegyfalu                               | 9 23,1 1,8 11,1 12,5 + 7,5 |
| 2016                    | ⇒ Hegyfalu - Szilsárkány | 33,4                       |
| 2017                    | ⇒ Debrecen-nyugat - Debrecen-repülőtér ⇒ Csorna-dél - Csorna-nyugat/Farád | 4 4,5                      |
| 2018                    | ⇒ Tornyiszentmiklós - frontière ⇒ Albertirsa - Ceglédbercel - Cegléd ⇒ Eger - Andornaktálya ⇒ Debrecen-repülőtér - Berettyóújfalu (M4) ⇒ M35 - Berettyóújfalu                    | 1,7 8,1 4 18,7 4,5         |
| 2019                    | ⇒ Cegléd - Abony-nyugat, Albertirsa ⇒ Tiszakürt - Kondoros | 10,8 + 3 62                |
| 2020                    | ⇒ Üllő - Albertirsa, Abony-nyugat - Abony-kelet, Berettyóújfalu - Nagykereki ⇒ Andornaktálya - Füzesabony (M3) ⇒ Csorna-nyugat - Sopron-észak ⇒ Hollád (M7) - Balatonszentgyörgy | 30 + 6 26,5 14,5 48,5 5,6  |
| 2021                    | ⇒ Kondoros - Békéscsaba, Lakitelek - Tiszakürt ⇒ Körmend - Rábafüzes ⇒ Miskolc - Tornyosnémeti                                                                                   | 18 + 9,9 28,9 56,8         |
| 2022                    | ⇒ Abony-kelet - Törökszentmiklós-nyugat ⇒ Balatonszentgyörgy - Keszthely-Fenékpuszta                                                                                             | 26,6 3                     |

## Panneaux de signalisation sur Autoroute et Voie Rapide
Voici quelques panneaux de signalisation que l'on peut trouver sur les Autoroutes et Voie Rapides de Hongrie :

### Sur Autoroute et Voie Rapide

Panneau de signalisation hongrois "autoroute"
Panneau de signalisation hongrois "voie rapide" (route express)
Panneau d'avertissement de sortie d'autoroute à 500 mètres sans affectation de voies (numéro et nom de la sortie)
Premier panneau de présignalisation de sortie d'autoroute
Panneau de signalisation avancée (poursuite sur autoroute)
Panneau de signalisation avancée de sortie d'autoroute sans affectation de voies
Panneau kilomètrique sur autoroute (Panneau de confirmation)

### Pictogrammes

Pictogramme autoroute M1 en Hongrie
Pictogramme route européenne E75 en Hongrie

### Autres panneaux

Panneau de signalisation serbe limitation de vitesse sur autoroute
Panneau de signalisation serbe limitation de vitesse sur voie rapide
Panneau de signalisation "Sortie" sur autoroute et voie rapide
Panneau de direction vers une ville important
Panneau d'indication "Pest megye"
Panneau d'indication "Viadukt Kőröshegy" avec la longueur (en hongrois: Kőröshegyi völgyhíd)
Panneau d'indication "Hernád"
Panneau d'indication d'un lieu touristique complété
Panneau temporaire de direction "Déviation"
Panneau temporaire de présignalisation de déviation